# Caspiohydrobia behningi
Caspiohydrobia behningi е вид охлюв от семейство Hydrobiidae.

## Разпространение и местообитание
Видът е разпространен в Казахстан, Туркменистан и Узбекистан.
Обитава сладководни и полусолени басейни, морета и реки.